# Idriça Djaló
Idriça Djaló é um político da Guiné-Bissau e líder do Partido da Unidade Nacional (PUN). 

Djaló é um empresário ,fundou o PUN em 26 de julho de 2001. Concorrendo como candidato ao PUN nas eleições presidenciais de 19 de junho de 2005, Djaló ficou 8º dos 13 candidatos, recebendo 0,81% dos votos. Ele era o candidato mais jovem na eleição. Em 2019 ficou em 9º dos 12 candidatos com 0,46 % sendo eliminado no primeiro turno das eleições  